# Байер, Конрад
Конрад Байер (нем. Conrad Bayer; псевдоним Дракон Рабей; 10 ноября 1828, Оломоуц — 15 октября 1897, там же) — австрийский шахматный композитор; теоретик композиции, один из основоположников старонемецкой школы в задаче. Победитель множества международных конкурсов в 1850—70-х годов, в том числе первого (Великобритания, 1856). Основная область творчества Байера — четырёх- и пятиходовые задачи с трудным главным вариантом, который заканчивается правильным матом; игра в задачах отличается скрытыми тихими ходами и жертвами белых фигур с целью завлечения короля соперника в матовую сеть.

## Задачи
Начальная позиция: 3Q4/5q1k/4ppp1/2Kp1N1B/RR6/3P1r2/4nP1b/3b4 w - - 0 1

«Leipziger Illustrirte Zeitung», 16.08.1851

(так называемая «бессмертная задача»)

[Event "Import"]
[Site "https://lichess.org/3P8exu3W"]
[Date "2020.08.10"]
[White "?"]
[Black "?"]
[Result "1-0"]
[UTCDate "2020.08.10"]
[UTCTime "05:50:04"]
[WhiteElo "?"]
[BlackElo "?"]
[Variant "From Position"]
[TimeControl "-"]
[ECO "?"]
[Opening "?"]
[Termination "Normal"]
[FEN "3Q4/5q1k/4ppp1/2Kp1N1B/RR6/3P1r2/4nP1b/3b4 w - - 0 1"]
[SetUp "1"]
{ Мат в 9 ходов } 1. Rb7! Qxb7 2. Bxg6+ Kxg6 3. Qg8+ Kxf5 4. Qg4+ Ke5 5. Qh5+ Rf5 6. f4+ Bxf4 7. Qxe2+ Bxe2 8. Re4+ dxe4 9. d4#! { Пожертвовав последовательно 6 фигур, белые матуют чёрного короля последней оставшейся пешкой. } 1-0